# Darlawn
Darlawn è una suddivisione dell'India, classificata come census town, di 3.859 abitanti, nel distretto di Aizawl, nello stato federato del Mizoram. In base al numero di abitanti la città rientra nella classe VI (meno di 5.000 persone).

## Geografia fisica
La città è situata a 24° 1' 0 N e 92° 54' 0 E e ha un'altitudine di 869 m s.l.m..

## Società

### Evoluzione demografica
Al censimento del 2001 la popolazione di Darlawn assommava a 3.859 persone, delle quali 1.954 maschi e 1.905 femmine. I bambini di età inferiore o uguale ai sei anni assommavano a 489, dei quali 268 maschi e 221 femmine. Infine, coloro che erano in grado di saper almeno leggere e scrivere erano 3.189, dei quali 1.628 maschi e 1.561 femmine..